# Niran Hansson
Rolf Niran Meemak Hansson (thailändisch รอล์ฟ นิรันดร์ มีมาก ฮานส์สัน, * 22. Januar 1996 in Bangkok) ist ein thailändisch-schwedischer Fußballspieler.

## Karriere
Niran Hansson erlernte das Fußballspielen in den Jugendmannschaften von Älvsjö AIK und IF Brommapojkarna in Schweden. Bei IF, ein Club aus Stockholm, unterschrieb er 2016 auch seinen ersten Profivertrag. Nach einem Jahr wechselte er nach Thailand. Port FC aus Bangkok nahm ihn bis Mitte 2017 unter Vertrag. Der Verein aus Bangkok spielte in der ersten Liga, der Thai League. Mitte 2017 wechselte er zum Ligakonkurrenten Police Tero FC. Nach Ende der Saison 2018 musste der Bangkoker Verein als Tabellensiebzehnter in die zweite Liga absteigen. Für Police spielte er 44 Mal in der ersten Liga. 2019 wechselte er nach Chonburi, wo er sich dem Erstligisten Chonburi FC anschloss. Für Chonburi stand er 29-mal in der ersten Liga auf dem Spielfeld. Im August 2021 wechselte er nach Buriram zum Ligakonkurrenten Buriram United. Dort kam er zwar nur zu einem Kurzeinsatz beim 2:0-Auswärtssieg am 5. Spieltag gegen PT Prachuap FC, doch am Ende der Saison 2021/22 feierte er mit Buriram die thailändische Meisterschaft. Anfang August 2022 wechselte Hansson auf Leihbasis zum ebenfalls in der ersten Liga spielenden Nongbua Pitchaya FC. Für den Verein aus Nong Bua Lamphu bestritt er ein Ligaspiel. Nach der Hinrunde 2022/23 kehrte er im Dezember 2022 zu seinem ehemaligen Verein Buriram United zurück. Hier wurde sein Vertrag nicht verlängert.

## Erfolge
Buriram United
- Thailändischer Meister: 2021/22